# Dyskografia Ricky’ego Martina
Artykuł przedstawia całkowitą dyskografię portorykańskiego wokalisty popowego Ricky’ego Martina. Wokalista wydał dziewięć albumów studyjnych, czterdzieści cztery single oraz czterdzieści siedem teledysków dzięki wytwórni Sony Music. Stał się jednym z najpopularniejszych piosenkarzy latynoskich sprzedając ponad 60 milionów albumów na całym świecie.

## Albumy

### Albumy studyjne
| 1991                                      | Ricky Martin - Pierwszy album hiszpańskojęzyczny - Wydany: 6 listopada 1991 - Wytwórnia: Sony Music, Columbia Sony Latin (reissue) | –  | –  | –  | – | –  | –  | –  | –  | –  | –  | –  | –  | –  | –  | : 1 000 000                                                                               |                                                                                      |
| 1993                                      | Me amarás - Drugi album hiszpańskojęzyczny - Wydany: 25 maja 1993 - Wytwórnia: Sony Music, Columbia Sony Latin                     | –  | –  | –  | – | –  | –  | –  | –  | –  | –  | –  | –  | –  | –  | : 1 500 000                                                                               |                                                                                      |
| 1995                                      | A medio vivir - Trzeci album hiszpańskojęzyczny - Wydany: 12 września 1995 - Wytwórnia: Sony Latin, Columbia                       | –  | 22 | 35 | 7 | 10 | 8  | 20 | –  | 27 | 51 | 12 | –  | –  | 11 | : 7 000 000 : 500 000+ : 300 000+ : 25 000+ : 29 363                                      | : Złoto : Platyna : Złoto                                                            |
| 1998                                      | Vuelve - Czwarty album hiszpańskojęzyczny - Wydany: 10 lutego 1998 - Wytwórnia: Sony International, Columbia                       | 2  | 22 | 37 | 1 | 7  | 23 | 15 | –  | 41 | 2  | 4  | –  | 40 | 1  | : 9 000 000 : 20 000+ : 31 563 : 300 000+                                                 | : Platyna : Złoto : Platyna                                                          |
| 1999                                      | Ricky Martin - Pierwszy album anglojęzyczny - Wydany: 11 maja 1999 - Wytwórnia: Columbia                                           | 1  | 3  | 16 | 1 | 1  | 21 | 2  | 20 | 18 | 3  | 2  | 2  | 1  | –  | : 20 000 000 : 300 000+ : 210 000+ : 1 000 000+ : 250 000+ : 120 000+ : 40 000+ : 80 000+ | : 7x Platyna : Platyna : 3x platyna : Złoto : Diament : Złoto : 8x Platyna : Platyna |
| 2000                                      | Sound Loaded - Drugi album anglojęzyczny - Wydany: 26 grudnia 2000 - Wytwórnia: Columbia                                           | 3  | 23 | 32 | 3 | 11 | 46 | 17 | 10 | 38 | 3  | 4  | 14 | 4  | –  | : 14 000 000 : 2 000 000+ : 300 000+ : 200 000+ : 20 000+                                 | : 2x Platyna : Platyna : 3x Platyna : 2x Platyna : Złoto                             |
| 2003                                      | Almas del silencio - Piąty album hiszpańskojęzyczny - Wydany: 20 maja 2003 - Wytwórnia: Sony International, Columbia               | 21 | 28 | 34 | 2 | 9  | 35 | 17 | 3  | 28 | 17 | 2  | –  | 12 | 1  | : 5 000 000 : 40 000+ : 100 000+ : 75 000+                                                | : Platyna : Złoto                                                                    |
| 2005                                      | Life - Trzeci album anglojęzyczny - Wydany: 11 października 2005 - Wytwórnia: Columbia                                             | 44 | 60 | 47 | 8 | 34 | 61 | 57 | 14 | 26 | 34 | 17 | 40 | 6  | –  | : 3 000 000 : 400 000+ : 40 000+ : 60 000+                                                | : Platyna : Złoto                                                                    |
| 2011                                      | Música + Alma + Sexo - Pierwszy album dwujęzyczny - Wydany: 31 stycznia 2011 - Wytwórnia: Columbia                                 | –  | –  | 82 | 3 | –  | –  | –  | 52 | –  | –  | 49 | –  | 3  | 1  | : 100 000+ : 30 000+                                                                      | : Złoto                                                                              |
| 2015                                      | A Quien Quiera Escuchar - Szósty album hiszpańskojęzyczny - Wydany: 10 lutego 2015 - Wytwórnia: Sony Music Latin                   | 76 | –  | –  | 3 | –  | –  | –  | 65 | –  | –  | 49 | –  | 20 | 1  |                                                                                           |                                                                                      |
| "–" pozycja nie wydana bądź nie notowana. | |    |    |    |   |    |    |    |    |    |    |    |    |    |    |                                                                                           |                                                                                      |

### Albumy koncertowe
| 2006                                      | MTV Unplugged - Wydany: 7 listopada 2006 - Wytwórnia: Norte - Format: CD, DVD      | 6 | 2  | 28 | 38 | 1  | : 2 000 000+ | : 2× Platyna : 2× Platyna |
| 2007                                      | Black & White Tour - Wydany: 6 listopada 2007 - Wytwórnia: Norte - Format: CD, DVD | – | 24 | –  | –  | 12 |              | : Złoto                   |
| "–" pozycja nie wydana bądź nie notowana. |                                                                                    |   |    |    |    |    |              |                           |

### Kompilacje
| 2001                                      | La Historia - Wydany: 27 lutego 2001 - Wytwórnia: Sony International, Columbia - Format: CD, CS                                       | –  | –  | –  | – | –  | –  | –  | 13 | –  | 83 | : 4× Platyna : Platyna |
| 2001                                      | The Best of Ricky Martin - Wydany: 30 października 2001 - Wytwórnia: Columbia - Format: CD, CS                                        | 25 | 39 | 48 | 7 | 17 | 29 | 12 | –  | 42 | –  | : Złoto : Platyna      |
| 2008                                      | Ricky Martin 17 - Wydany: 18 listopada 2008 - Wytwórnia: Norte - Format: CD, digital download, CS                                     | –  | –  | –  | – | –  | –  | –  | 16 | –  | –  |                        |
| 2011                                      | 17: Greatest Hits - Wydany: 11 lipca 2011 - Wytwórnia: Columbia - Format: CD, digital download                                        | –  | –  | –  | – | –  | –  | –  | –  | 24 | –  |                        |
| 2012                                      | Playlist: The Very Best of Ricky Martin - Wydany: 9 października 2012 - Wytwórnia: Sony Music/Columbia - Format: CD, digital download | –  | –  | –  | – | –  | –  | –  | –  | –  | –  |                        |
| 2013                                      | Greatest Hits: Souvenir Edition - Wydany: 12 kwietnia 2013 - Wytwórnia: Sony Music Australia - Format: CD, digital download           | 2  | –  | –  | – | –  | –  | –  | –  | –  | –  | : Złoto                |
| "–" pozycja nie wydana bądź nie notowana. | |    |    |    |   |    |    |    |    |    |    |                        |

## Single
| Rok             | Tytuł                                                    | Najwyższa pozycja | Najwyższa pozycja | Najwyższa pozycja | Najwyższa pozycja | Najwyższa pozycja | Najwyższa pozycja | Najwyższa pozycja | Najwyższa pozycja | Najwyższa pozycja | Najwyższa pozycja | Najwyższa pozycja | Album                |
| Rok             | Tytuł                                                    | US                | US Latin          | UK                | FRA               | GER               | SPA               | CH                | SWE               | FIN               | ITA               | AUS               | Album                |
| --------------- | -------------------------------------------------------- | ----------------- | ----------------- | ----------------- | ----------------- | ----------------- | ----------------- | ----------------- | ----------------- | ----------------- | ----------------- | ----------------- | -------------------- |
| 1991            | „Fuego contra fuego”                                     | –                 | 3                 | –                 | –                 | –                 | –                 | –                 | –                 | –                 | –                 | –                 | Ricky Martin         |
| 1992            | „El amor de mi vida”                                     | –                 | 8                 | –                 | –                 | –                 | –                 | –                 | –                 | –                 | –                 | –                 | Ricky Martin         |
| 1992            | „Vuelo”                                                  | –                 | 11                | –                 | –                 | –                 | –                 | –                 | –                 | –                 | –                 | –                 | Ricky Martin         |
| 1993            | „Me amarás”                                              | –                 | 6                 | –                 | –                 | –                 | –                 | –                 | –                 | –                 | –                 | –                 | Me amarás            |
| 1993            | „Que día es hoy (Self Control)”                          | –                 | 26                | –                 | –                 | –                 | –                 | –                 | –                 | –                 | –                 | –                 | Me amarás            |
| 1994            | „Entre el amor y los halagos”                            | –                 | 12                | –                 | –                 | –                 | –                 | –                 | –                 | –                 | –                 | –                 | Me amarás            |
| 1995            | „Te extraño, te olvido, te amo”                          | –                 | 9                 | –                 | 4                 | –                 | –                 | 19                | –                 | –                 | 16                | –                 | A medio vivir        |
| 1995            | „María”                                                  | 88                | 6                 | 6                 | 1                 | 3                 | 11                | 3                 | 3                 | 9                 | 1                 | 1                 | A medio vivir        |
| 1996            | „A medio vivir”                                          | –                 | 36                | –                 | –                 | –                 | –                 | –                 | –                 | –                 | –                 | –                 | A medio vivir        |
| 1996            | „Fuego de noche, nieve de día”                           | –                 | –                 | –                 | –                 | –                 | –                 | –                 | –                 | –                 | –                 | –                 | A medio vivir        |
| 1996            | „Cómo decirte adiós”                                     | –                 | –                 | –                 | –                 | –                 | –                 | –                 | –                 | –                 | –                 | –                 | A medio vivir        |
| 1997            | „Volverás”                                               | –                 | 6                 | –                 | 48                | –                 | –                 | –                 | –                 | –                 | –                 | –                 | A medio vivir        |
| 1997            | „Nada es imposible”                                      | –                 | 23                | –                 | –                 | –                 | –                 | –                 | –                 | –                 | –                 | –                 | A medio vivir        |
| 1997            | „Corazón”                                                | –                 | –                 | –                 | –                 | –                 | –                 | –                 | –                 | 20                | –                 | –                 | A medio vivir        |
| 1997            | „No importa la distancia”                                | –                 | –                 | –                 | –                 | –                 | –                 | –                 | –                 | –                 | –                 | –                 | Vuelve               |
| 1998            | „Vuelve”                                                 | –                 | 1                 | –                 | –                 | –                 | –                 | –                 | –                 | –                 | –                 | –                 | Vuelve               |
| 1998            | „La copa de la vida”                                     | 45                | 1                 | 29                | 1                 | 1                 | 1                 | 1                 | 1                 | 11                | 1                 | 1                 | Vuelve               |
| 1998            | „La bomba”                                               | –                 | 27                | –                 | 45                | 90                | 5                 | –                 | 31                | –                 | 12                | 27                | Vuelve               |
| 1998            | „Por arriba, por abajo”                                  | –                 | 33                | –                 | –                 | –                 | 13                | –                 | –                 | –                 | –                 | –                 | Vuelve               |
| 1998            | „Perdido sin ti”                                         | –                 | 1                 | –                 | –                 | –                 | –                 | –                 | –                 | –                 | –                 | –                 | Vuelve               |
| 1999            | „Corazonado”                                             | –                 | 20                | –                 | –                 | –                 | –                 | –                 | –                 | –                 | –                 | –                 | Vuelve               |
| 1999            | „Livin’ la Vida Loca” *                                  | 1                 | 1                 | 1                 | 7                 | 6                 | 2                 | 3                 | 4                 | 5                 | 1                 | 4                 | Ricky Martin         |
| 1999            | „She’s All I Ever Had” *                                 | 2                 | 1                 | –                 | –                 | 18                | –                 | 34                | 21                | 10                | 9                 | 28                | Ricky Martin         |
| 1999            | „Shake Your Bon-Bon”                                     | 22                | 14                | 12                | –                 | –                 | 11                | –                 | –                 | 6                 | 5                 | 27                | Ricky Martin         |
| 2000            | „Private Emotion” (feat. Meja)                           | 67                | –                 | 9                 | 11                | 21                | –                 | 9                 | 8                 | 6                 | –                 | –                 | Ricky Martin         |
| 2000            | „She Bangs” *                                            | 12                | 1                 | 3                 | 36                | 34                | 2                 | 7                 | 1                 | 3                 | 1                 | 3                 | Sound Loaded         |
| 2001            | „Nobody Wants to Be Lonely” (feat. Christina Aguilera) * | 13                | 1                 | 4                 | 28                | 5                 | 2                 | 2                 | 3                 | 4                 | 2                 | 8                 | Sound Loaded         |
| 2001            | „Loaded” *                                               | 97                | –                 | 19                | –                 | 74                | 18                | 87                | 14                | –                 | 22                | –                 | Sound Loaded         |
| 2001            | „Amor”                                                   | –                 | –                 | –                 | –                 | –                 | –                 | 82                | –                 | –                 | –                 | –                 | Sound Loaded         |
| 2003            | „Tal vez”                                                | 74                | 1                 | –                 | –                 | –                 | –                 | –                 | –                 | –                 | –                 | –                 | Almas del silencio   |
| 2003            | „Jaleo”                                                  | –                 | 1                 | –                 | 32                | 45                | 1                 | 22                | 10                | –                 | 14                | 23                | Almas del silencio   |
| 2003            | „Juramento”                                              | –                 | –                 | –                 | –                 | 92                | 11                | 57                | –                 | –                 | –                 | –                 | Almas del silencio   |
| 2003            | „Asignatura pendiente”                                   | –                 | 5                 | –                 | –                 | –                 | –                 | –                 | –                 | –                 | –                 | –                 | Almas del silencio   |
| 2004            | „Y todo queda en nada”                                   | –                 | 1                 | –                 | –                 | –                 | –                 | –                 | –                 | –                 | –                 | –                 | Almas del silencio   |
| 2005            | „I Don’t Care” (feat. Fat Joe i Amerie) *                | 65                | 7                 | 11                | 16                | 21                | –                 | 20                | 31                | 10                | 6                 | 25                | Life                 |
| 2005            | „Drop It on Me” (feat. Daddy Yankee)                     | 120               | 23                | –                 | –                 | –                 | –                 | –                 | –                 | –                 | –                 | –                 | Life                 |
| 2005            | „It’s Alright” (feat. M. Pokora) *                       | –                 | 21                | –                 | 4                 | –                 | –                 | 18                | –                 | 17                | –                 | –                 | Life                 |
| 2006            | „Tu recuerdo” (feat. La Mari i Tommy Torres)             | 89                | 1                 | –                 | –                 | –                 | 4                 | –                 | –                 | –                 | –                 | –                 | MTV Unplugged        |
| 2007            | „Pégate”                                                 | –                 | 11                | –                 | –                 | –                 | –                 | –                 | –                 | –                 | –                 | –                 | MTV Unplugged        |
| 2007            | „Con tu nombre”                                          | –                 | 47                | –                 | –                 | –                 | –                 | –                 | –                 | –                 | –                 | –                 | MTV Unplugged        |
| 2010            | „The Best Thing About Me Is You” (feat. Joss Stone) *    | 74                | 1                 | –                 | –                 | –                 | 25                | –                 | –                 | –                 | –                 | –                 | Música + Alma + Sexo |
| 2010            | „Shine”                                                  | –                 | –                 | –                 | –                 | –                 | –                 | –                 | –                 | –                 | –                 | –                 | Música + Alma + Sexo |
| 2011            | „Más”                                                    | –                 | 13                | –                 | –                 | –                 | 43                | –                 | –                 | –                 | –                 | –                 | Música + Alma + Sexo |
| 2011            | „Frío”                                                   | –                 | 6                 | –                 | –                 | –                 | –                 | –                 | –                 | –                 | –                 | –                 | Música + Alma + Sexo |
| 2011            | „Samba” (feat. Claudia Leitte)                           | –                 | –                 | –                 | –                 | –                 | –                 | –                 | –                 | –                 | –                 | –                 | Música + Alma + Sexo |
| 2013            | „Come with Me”                                           | –                 | –                 | –                 | –                 | –                 | 9                 | –                 | –                 | –                 | –                 | 3                 | bd.                  |
| 2014            | „Adrenalina”                                             | –                 | 2                 | –                 | 122               | –                 | 3                 | 57                | –                 | –                 | –                 | –                 | bd.                  |
| 2014            | „Vida”                                                   | –                 | 10                | –                 | –                 | –                 | 20                | –                 | –                 | –                 | –                 | –                 | bd.                  |
| Single gościnne |                                                          |                   |                   |                   |                   |                   |                   |                   |                   |                   |                   |                   |                      |
| 2007            | „Non siamo soli” * (feat. Eros Ramazzotti)               | –                 | 21                | –                 | –                 | 32                | 1                 | 3                 | –                 | –                 | 1                 | –                 | e²                   |
| 2010            | „Somos el mundo 25 por Haiti”                            | –                 | –                 | –                 | –                 | –                 | 31                | –                 | –                 | –                 | –                 | –                 | singel charytatywny  |
| Rok             | Tytuł                                                    | US                | US Latin          | UK                | FRA               | GER               | SPA               | CH                | SWE               | FIN               | ITA               | AUS               | Album                |
| Rok             | Single numer 1                                           | 1                 | 12                | 1                 | 2                 | 1                 | 3                 | 1                 | 2                 | 0                 | 5                 | 2                 | Album                |
| Rok             | Single w Top 10                                          | 2                 | 20                | 5                 | 5                 | 4                 | 8                 | 7                 | 7                 | 8                 | 9                 | 5                 | Album                |

### Noty
- * − hiszpańskojęzyczne wersje wydane w Hiszpanii i Ameryce Południowej.

## DVD
- Ricky Martin: The European Tour (1997)
- Ricky Martin: The Video Collection (1999)
- One Night Only (2000)
- La Historia (2001)
- MTV Unplugged (2006)
- Black & White Tour (2007)
- Ricky Martin 17 (2008)